# هایندهد
هایندهد (به انگلیسی: Hindhead) یک روستا در بریتانیا است که در هاسلمر واقع شده‌است. هایندهد ۳٬۸۷۴ نفر جمعیت دارد.